# لوکا نتز

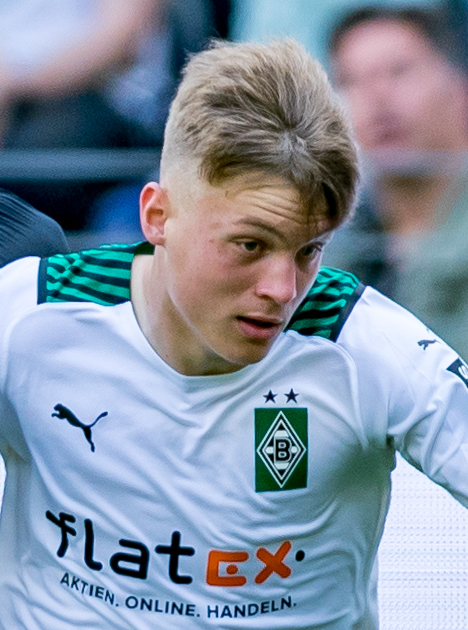
لوکا نتز در سال ۲۰۲۲

لوکا نتز (زاده ۱۵ مه ۲۰۰۳) بازیکن فوتبال حرفه‌ای آلمانی است که در پست دفاع مدافع چپ برای باشگاه حاضر در بوندس‌لیگا، بروسیا مونشن‌گلادباخ بازی می‌کند.

## دوران حرفه‌ای
نتز در برلین آلمان به دنیا آمد. او اولین بازی حرفه‌ای خود را برای باشگاه هرتابرلین در بوندس‌لیگا و تاریخ ۲ ژانویه ۲۰۲۱ انجام داد. او در دقیقه ۸۶ به جای ماروین پلاتنهارد در مقابل شالکه ۰۴ به عنوان بازیکن تعویضی وارد زمین شد. این بازی خانگی با نتیجه ۳ بر ۰ به سود هرتابرلین به پایان رسید. در ۱۳ فوریه ۲۰۲۱، نتز اولین گل خود در بوندس‌لیگا را در دقیقه ۸۲ مقابل اشتوتگارت به ثمر رساند. گل او بازی را به تساوی کشاند و این دیدار با تساوی ۱–۱ به پایان رسید.